# Aignan
Aignan is een gemeente in het Franse departement Gers (regio Occitanie) en telt 853 inwoners (2005). De plaats maakt deel uit van het arrondissement Mirande.

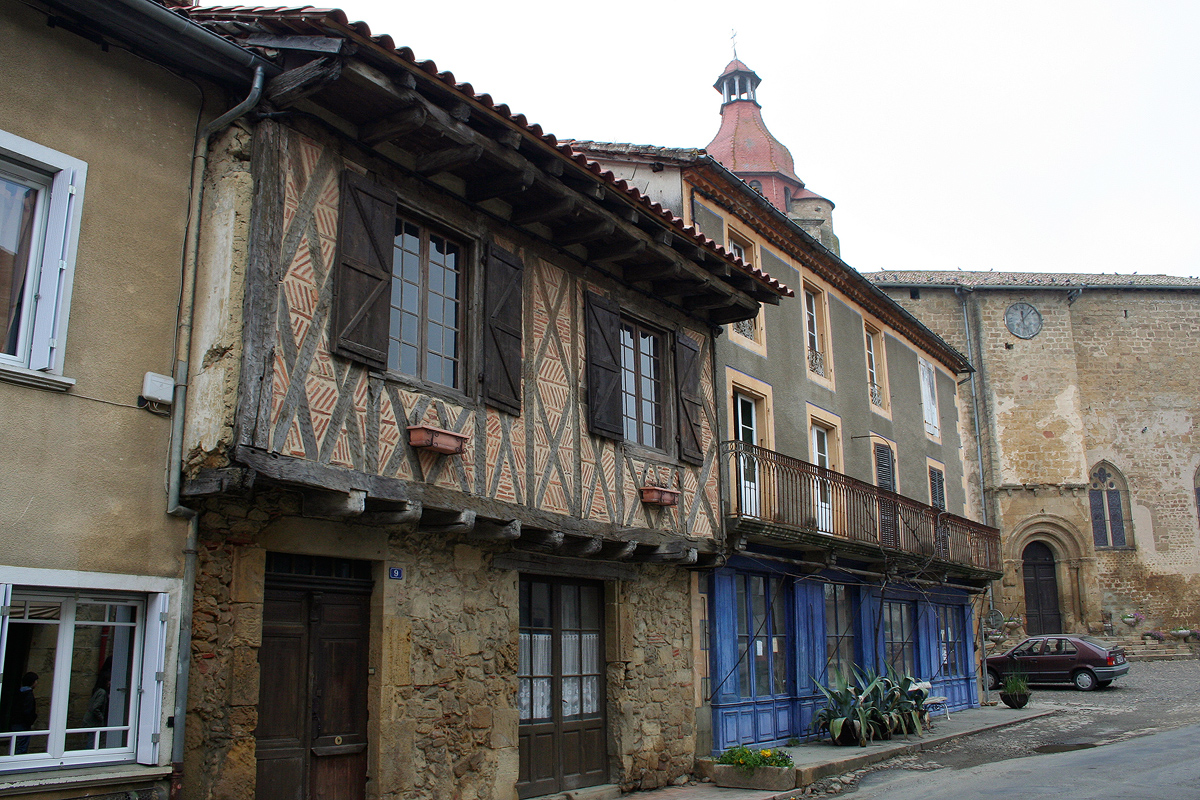
Dorpscentrum Aignan

## Geografie
De oppervlakte van Aignan bedraagt 31,8 km², de bevolkingsdichtheid is 26,8 inwoners per km².
De onderstaande kaart toont de ligging van Aignan met de belangrijkste infrastructuur en aangrenzende gemeenten.

## Demografie
De figuur rechts toont het verloop van het inwonertal (bron: INSEE-tellingen).